# Міст імені вождя Уільяма Команди
Міст імені вождя Уільяма Команди англ. Chief William Commanda Bridge, фр. Pont Chef-William-Commanda (колишній Міст Принца Валлійського (англ. Prince of Wales Bridge, фр. Pont Prince de Galles) — нечинний залізничний міст через річку Оттава, що сполучає однойменне місто, столицю Канади, в провінції Онтаріо та сусіднє квебекське місто Ґатіно, розташоване на протилежному березі річки. Фактично складається з двох частин: якщо дивитися з онтарійського боку, перша перетинає південну протоку річки до острова Лем'є, далі по острову проходить одноколійна залізниця аж доти, поки не починається друга частина мосту через північну протоку річки, яка нарешті поєднує міст з квебекським берегом.
Побудований 1880 року, названий на честь тоді ще спадкоємця британського престолу Альберта Едуарда, принца Валлійського. В липні 2021 був перейменований на Міст імені вождя Уільяма Команди. До 2005 року колії мосту були з'єднані з відповідною гілкою Канадської тихоокеанської залізниці. На острові Лем'є від них відгалужувалася під'їзна колія до станції з очищення природної води, від якої до сьогодні відносно добре збереглися лише залишки стрілочного переводу.
Конструктивно являє собою багатопрогінний фермовий міст. Південна його частина складається з шести однакових прогонів, північна — з семи прогонів, причому передостанній є довшим за інші приблизно в 1,7 рази.

## Історія
Міст було побудовано Квебекською, Монреальською, Оттавською та Західною залізницею 1880 року та названо на честь Альберта Едуарда, принца Валлійського. На той час він був однією з небагатьох переправ через річку Оттава й тому став одним з найцінніших активів залізничної лінії, що належала Квебекському провінційному уряду. Залізнична компанія продовжувала зазнавати збитків, проте 1882 року була викуплена Канадською тихоокеанською залізницею, яка з'єднала її з іншим своїм недавнім придбанням, Канадською центральною залізницею. Це дало новому власникові безперервне залізничне сполучення від лінії, що будувалася від онтарійського міста Норт-Бей на захід до портів річки Святого Лаврентія. 1901 року Канадська тихоокеанська залізниця побудувала Королівський міжпровінційний міст Александри, що став другим залізничним мостом через річку між Оттавою та Галлом, однак наразі вже таким не є, адже рейки з нього було прибрано ще 1966 року.
Міст принца Валлійського справно виконував свої функції протягом ХХ століття, але коли значення залізничного транспорту зменшилося й були відкриті нові більш ефективні шляхи сполучення, лінію було покинуто. На початку 2000-х років її разом з мостом придбало місто Оттава для проекту швидкої міської залізниці O-Train. Так як угода включала під'їзди до мосту по обидва боки, місто Оттава таким чином стала власником майна в Квебеці. Однак міст так і залишився без ужитку, а колії на схід від станції Бейвью, які вели до нього, поступово заросли. 2005 року міст було від'єднано від колій з боку Оттави. Пізніше в'їзди на міст були перекриті парканами.

## Майбутнє

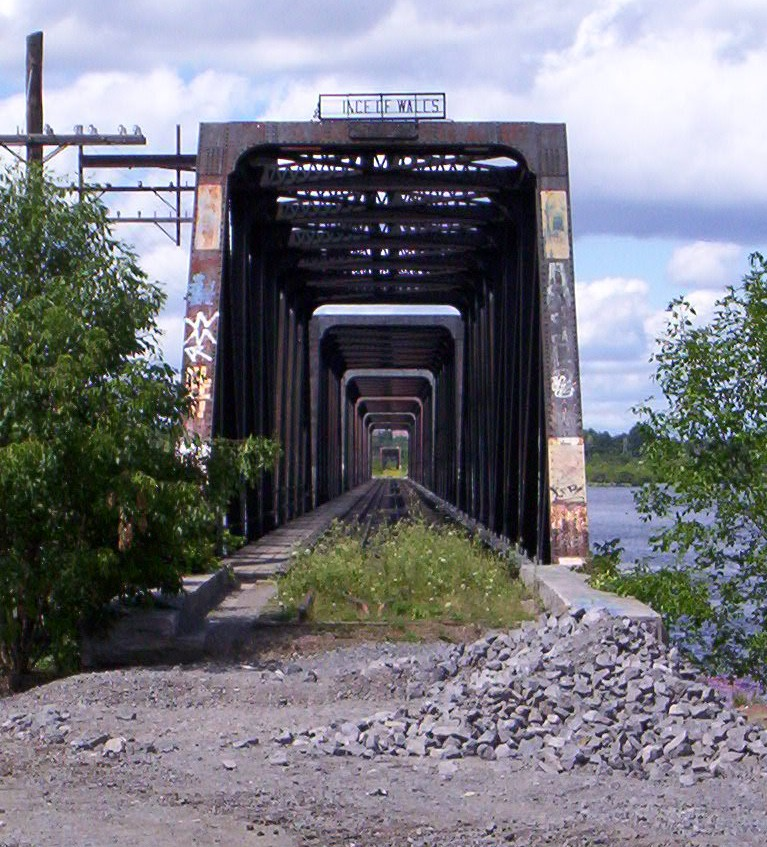
В'їзд на міст з півдня, липень 2005 року

Незважаючи на протидію з боку міської влади Ґатіно, періодично висуваються проекти з модернізації мосту до пішохідного та велосипедного, а найголовніше, з поновлення його використання як залізничного в новій якості як сполучної ланки, що пов'яже Оттаву та Ґатіно і таким чином створить повноцінне легкорейкове сполучення в Національному столичному регіоні.
В лютому 2014 року група студентів інженерних спеціальностей Карлтонського університету розробила черговий такий проект, відповідно до якого наявну лінію оттавської швидкої міської залізниці O-Train варто подовжити на північ від станції Бейвью через міст до станції Монкальм у Квебеку. Нова гілка має включити також одну проміжну станцію, Таше-Квебекський університет в Оттаві, на квебекському боці. Виходячи з того, що ширина мосту не дозволяє прокладення по ньому більше однієї колії, буде необхідно побудувати роз'їзд, аби гілка могла пропускати одночасно принаймні по одному потягу в обох напрямках. Найвірогіднішим місцем для побудови такого роз'їзду видається острів Лем'є. Легкорейкова залізниця між Оттавою та Ґатіно замінила б численні автобусні маршрути, що наразі сполучають обидва береги, перевозячи переважно квебекців на роботу до Оттави вранці та назад додому ввечері. На думку авторів проекту, відмова від автобусів на користь легкої рейки скоротила б шкідливі викиди в атмосферу, дозволила б заощадити на пальному та зарплатнях для водіїв, забезпечила б швидше сполучення для пасажирів та зменшила б навантаження на дороги в центрі Оттави.
В плані розвитку регіональної транспортної інфраструктури на 2013-2031 роки, що його просуває Національна столична комісія, йдеться про повернення в середньостроковій перспективі мосту до експлуатації як залізничного і використання його міською залізницею O-Train із одночасною добудовою пішохідного переходу і велосипедної доріжки на консольних балках. Також пропонується, що до реалізації проекту з розвитку O-Train міст можна тимчасово використати для розвантаження міжпровінційного автобусного руху.